# Double hommes de badminton aux Jeux olympiques d'été de 2024
Pour un article plus général, voir Badminton aux Jeux olympiques d'été de 2024.
Navigation
 1992 •
 1996 •
 2000 •
 2004 •
 2008 •
 2012 •
 2016 •
 2020 • 2024
Tokyo 2020 Los Angeles 2028
Le tournoi de double hommes de badminton aux Jeux olympiques d'été de 2024 de Paris se déroule à l'Arena Porte de la Chapelle du 27 juillet au 4 août 2024.

## Programme
| - P : tours préliminaires - ¼ : quarts de finale - ½ : demi-finales - F : finales - M : Session du matin - A : Session de l'après-midi - S : Session en soirée |

| Date   | Sa 27 | Sa 27 | Sa 27 | Di 28 | Di 28 | Di 28 | Lu 29 | Lu 29 | Lu 29 | Ma 30 | Ma 30 | Ma 30 | Me 31 | Me 31 | Me 31 | Je 1er | Je 1er | Je 1er | Ve 2 | Ve 2 | Sa 3 | Sa 3 | Di 4 | Di 4 |
| Date   | M     | A     | S     | M     | A     | S     | M     | A     | S     | M     | A     | S     | M     | A     | S     | M      | A      | S      | M    | A    | M    | A    | M    | A    |
| ------ | ----- | ----- | ----- | ----- | ----- | ----- | ----- | ----- | ----- | ----- | ----- | ----- | ----- | ----- | ----- | ------ | ------ | ------ | ---- | ---- | ---- | ---- | ---- | ---- |
| Manche | P     | P     | P     | P     | P     | P     | P     | P     | P     | P     | P     | P     |       |       |       |        | ¼      |        | ½    |      |      |      |      | F    |

## Format de la compétition
La compétition se déroule en 2 parties : une phase de poule et, à l'issue de celle-ci, une série de matches à élimination directe jusqu'à la finale.
Il y a habituellement 16 paires, réparties en 4 poules de 4.
Mais en raison de la réintégration de la paire française Ronan Labar / Lucas Corvée, il y aura une paire en plus et donc une poule de 5 équipes. En effet, à la suite d'une erreur de calcul de la Fédération mondiale de badminton, les deux français, initialement qualifiés pour les Jeux ont été déclassés au profit de l'autre paire française constituée des frères Popov. La Fédération française de badminton avait saisit le Tribunal arbitral du sport qui a préconisé la réintégration de la paire tricolore. Le Comité international olympique a suivi ces préconisations,.

## Têtes de séries
| N° | Joueurs                                       | Résultat        | Élimination par                             |
| -- | --------------------------------------------- | --------------- | ------------------------------------------- |
| 1  | Liang Weikeng / Wang Chang (CHN)              | Vainqueurs      | -                                           |
| 2  | Kim Astrup / Anders Skaarup Rasmussen (DEN)   | Demi-finale     | Lee Yang / Wang Chi-lin (TPE)               |
| 3  | Satwiksairaj Rankireddy / Chirag Shetty (IND) | Quart de finale | Aaron Chia / Soh Wooi Yik (MAS)             |
| 4  | Kang Min-hyuk / Seo Seung-jae (KOR)           | Quart de finale | Kim Astrup / Anders Skaarup Rasmussen (DEN) |

## Phase de groupes
- En gras, les deux premiers de chaque groupe sont qualifiés pour les quarts de finale.
- Forfait.

| Cl. | Équipe                           | Pts | J | G | P | SG | SP | PG  | PP  |
| --- | -------------------------------- | --- | - | - | - | -- | -- | --- | --- |
| 1   | Liang Weikeng / Wang Chang (CHN) | 3   | 3 | 3 | 0 | 6  | 1  | 142 | 106 |
| 2   | Aaron Chia / Soh Wooi Yik (MAS)  | 2   | 3 | 2 | 1 | 4  | 3  | 139 | 118 |
| 3   | Ben Lane / Sean Vendy (GBR)      | 1   | 3 | 1 | 2 | 4  | 4  | 143 | 142 |
| 4   | Adam Dong / Nyl Yakura (CAN)     | 0   | 3 | 0 | 3 | 0  | 6  | 68  | 126 |

| 27 juillet | Liang Weikeng / Wang Chang | 21-5, 21-12         | Adam Dong / Nyl Yakura    |
| 27 juillet | Aaron Chia / Soh Wooi Yik  | 19-21, 21-16, 21-11 | Ben Lane / Sean Vendy     |
| 28 juillet | Aaron Chia / Soh Wooi Yik  | 21-10, 21-15        | Adam Dong / Nyl Yakura    |
| 28 juillet | Liang Weikeng / Wang Chang | 21-18, 13-21, 21-14 | Ben Lane / Sean Vendy     |
| 29 juillet | Ben Lane / Sean Vendy      | 21-14, 21-12        | Adam Dong / Nyl Yakura    |
| 29 juillet | Liang Weikeng / Wang Chang | 24-22, 21-14        | Aaron Chia / Soh Wooi Yik |

| Cl. | Équipe                                  | Pts | J | G | P | SG | SP | PG  | PP  |
| --- | --------------------------------------- | --- | - | - | - | -- | -- | --- | --- |
| 1   | Kang Min-hyuk / Seo Seung-jae (KOR)     | 3   | 3 | 3 | 0 | 6  | 0  | 126 | 92  |
| 2   | Supak Jomkoh / Kittinupong Kedren (THA) | 2   | 3 | 2 | 1 | 4  | 2  | 115 | 98  |
| 3   | Christo Popov / Toma Junior Popov (FRA) | 1   | 3 | 1 | 2 | 2  | 4  | 107 | 121 |
| 4   | Ondřej Král / Adam Mendrek (CZE)        | 0   | 3 | 0 | 3 | 0  | 6  | 89  | 126 |

| 27 juillet | Supak Jomkoh / Kittinupong Kedren | 21-14, 21-19 | Christo Popov / Toma Junior Popov |
| 27 juillet | Kang Min-hyuk / Seo Seung-jae     | 21-12, 21-17 | Ondřej Král / Adam Mendrek        |
| 28 juillet | Kang Min-hyuk / Seo Seung-jae     | 21-17, 21-15 | Christo Popov / Toma Junior Popov |
| 28 juillet | Supak Jomkoh / Kittinupong Kedren | 21-10, 21-13 | Ondřej Král / Adam Mendrek        |
| 30 juillet | Kang Min-hyuk / Seo Seung-jae     | 21-16, 21-15 | Supak Jomkoh / Kittinupong Kedren |
| 30 juillet | Christo Popov / Toma Junior Popov | 21-18, 21-19 | Ondřej Král / Adam Mendrek        |

| Cl. | Équipe                                        | Pts     | J       | G       | P       | SG      | SP      | PG      | PP      |
| --- | --------------------------------------------- | ------- | ------- | ------- | ------- | ------- | ------- | ------- | ------- |
| 1   | Satwiksairaj Rankireddy / Chirag Shetty (IND) | 2       | 2       | 2       | 0       | 4       | 0       | 84      | 57      |
| 2   | Fajar Alfian / Muhammad Rian Ardianto (INA)   | 1       | 2       | 1       | 1       | 2       | 2       | 68      | 65      |
| 3   | Ronan Labar / Lucas Corvée (FRA)              | 0       | 2       | 0       | 2       | 0       | 4       | 54      | 84      |
| 4   | Mark Lamsfuß / Marvin Seidel (GER)            | Forfait | Forfait | Forfait | Forfait | Forfait | Forfait | Forfait | Forfait |

| 27 juillet | Fajar Alfian / Muhammad Rian Ardianto   | 21-13, 21-17 | Mark Lamsfuß / Marvin Seidel          |
| 27 juillet | Satwiksairaj Rankireddy / Chirag Shetty | 21-17, 21-14 | Ronan Labar / Lucas Corvée            |
| 29 juillet | Fajar Alfian / Muhammad Rian Ardianto   | 21-13, 21-10 | Ronan Labar / Lucas Corvée            |
| 30 juillet | Satwiksairaj Rankireddy / Chirag Shetty | 21-13, 21-13 | Fajar Alfian / Muhammad Rian Ardianto |

| Cl. | Équipe                                      | Pts | J | G | P | SG | SP | PG  | PP  |
| --- | ------------------------------------------- | --- | - | - | - | -- | -- | --- | --- |
| 1   | Lee Yang / Wang Chi-lin (TPE)               | 4   | 4 | 4 | 0 | 8  | 2  | 207 | 162 |
| 2   | Kim Astrup / Anders Skaarup Rasmussen (DEN) | 3   | 4 | 3 | 1 | 7  | 2  | 178 | 157 |
| 3   | Liu Yuchen / Ou Xuanyi (CHN)                | 2   | 4 | 2 | 2 | 5  | 4  | 173 | 169 |
| 4   | Takuro Hoki / Yugo Kobayashi (JPN)          | 1   | 4 | 1 | 3 | 2  | 6  | 145 | 151 |
| 5   | Vinson Chiu / Joshua Yuan (USA)             | 0   | 4 | 0 | 4 | 0  | 8  | 104 | 168 |

| 27 juillet | Takuro Hoki / Yugo Kobayashi          | 16-21, 10-21        | Lee Yang / Wang Chi-lin      |
| 27 juillet | Kim Astrup / Anders Skaarup Rasmussen | 21-13, 21-16        | Vinson Chiu / Joshua Yuan    |
| 28 juillet | Kim Astrup / Anders Skaarup Rasmussen | 15-21, 21-19, 15-21 | Lee Yang / Wang Chi-lin      |
| 28 juillet | Liu Yuchen / Ou Xuanyi                | 21-13, 21-14        | Vinson Chiu / Joshua Yuan    |
| 29 juillet | Kim Astrup / Anders Skaarup Rasmussen | 21-15, 21-13        | Liu Yuchen / Ou Xuanyi       |
| 29 juillet | Takuro Hoki / Yugo Kobayashi          | 21-11, 21-12        | Vinson Chiu / Joshua Yuan    |
| 30 juillet | Lee Yang / Wang Chi-lin               | 21-12, 21-13        | Vinson Chiu / Joshua Yuan    |
| 30 juillet | Takuro Hoki / Yugo Kobayashi          | 20-22, 18-21        | Liu Yuchen / Ou Xuanyi       |
| 31 juillet | Kim Astrup / Anders Skaarup Rasmussen | 21-19, 22-20        | Takuro Hoki / Yugo Kobayashi |
| 31 juillet | Liu Yuchen / Ou Xuanyi                | 21-17, 17-21, 22-24 | Lee Yang / Wang Chi-lin      |

## Phase à élimination directe
Le tableau de la phase à élimination directe figure ci-après :
|  | Quarts de finale (1er août) | Quarts de finale (1er août) | Quarts de finale (1er août) | Quarts de finale (1er août) | Quarts de finale (1er août) |                       |                          | Demi-finales (2 août) | Demi-finales (2 août)                     | Demi-finales (2 août)                     | Demi-finales (2 août)                     | Demi-finales (2 août)                     |                                           |  | Finale (4 août) | Finale (4 août)          | Finale (4 août) | Finale (4 août) | Finale (4 août) | Finale (4 août) | Finale (4 août) |
|  |                             |                             |                             |                             |                             |                       |                          |                       |                                           |                                           |                                           |                                           |                                           |  |                 |                          |                 |                 |                 |                 |                 |
|  | 1                           | Liang / Wang C. (CHN)       | 24                          | 22                          |                             |                       |                          |                       |                                           |                                           |                                           |                                           |                                           |  |                 |                          |                 |                 |                 |                 |                 |
|  |                             | Alfian / Ardianto (INA)     | 22                          | 20                          |                             |                       |                          |                       |                                           |                                           |                                           |                                           |                                           |  |                 |                          |                 |                 |                 |                 |                 |
|  |                             | Alfian / Ardianto (INA)     | 22                          | 20                          | 1                           | Liang / Wang C. (CHN) | 21                       | 15                    | 21                                        |                                           |                                           |                                           |                                           |  |                 |                          |                 |                 |                 |                 |                 |
|  |                             |                             |                             |                             |                             | Liang / Wang C. (CHN) | 21                       | 15                    | 21                                        |                                           |                                           |                                           |                                           |  |                 |                          |                 |                 |                 |                 |                 |
|  |                             |                             | Chia / Soh (MAS)            | 19                          | 21                          | 17                    |                          |                       |                                           |                                           |                                           |                                           |                                           |  |                 |                          |                 |                 |                 |                 |                 |
|  | 3                           | Rankireddy / Shetty (IND)   | Chia / Soh (MAS)            | 19                          | 21                          | 17                    | 21                       | 14                    | 16                                        |                                           |                                           |                                           |                                           |  |                 |                          |                 |                 |                 |                 |                 |
|  | 3                           | Rankireddy / Shetty (IND)   |                             |                             |                             |                       | 21                       | 14                    | 16                                        |                                           |                                           |                                           |                                           |  |                 |                          |                 |                 |                 |                 |                 |
|  |                             | Chia / Soh (MAS)            | 13                          | 21                          | 21                          |                       |                          |                       |                                           |                                           |                                           |                                           |                                           |  |                 |                          |                 |                 |                 |                 |                 |
|  |                             |                             |                             |                             |                             |                       |                          |                       |                                           |                                           |                                           |                                           |                                           |  | 1               | Liang / Wang C. (CHN)    | 17              | 21              | 19              |                 |                 |
|  |                             |                             |                             | Lee / Wang C-l (TPE)        | 21                          | 18                    | 21                       |                       |                                           |                                           |                                           |                                           |                                           |  |                 |                          |                 |                 |                 |                 |                 |
|  | 2                           | Astrup / Rasmussen (DEN)    | 21                          | 22                          |                             |                       |                          |                       |                                           |                                           |                                           |                                           |                                           |  |                 |                          |                 |                 |                 |                 |                 |
|  | 4                           | Kang / Seo (KOR)            | 19                          | 20                          |                             |                       |                          |                       |                                           |                                           |                                           |                                           |                                           |  |                 |                          |                 |                 |                 |                 |                 |
|  | 4                           | Kang / Seo (KOR)            | 19                          | 20                          |                             | 2                     | Astrup / Rasmussen (DEN) | 21                    | 17                                        | 10                                        |                                           |                                           |                                           |  |                 |                          |                 |                 |                 |                 |                 |
|  |                             |                             |                             |                             |                             | 2                     | Astrup / Rasmussen (DEN) | 21                    | 17                                        | 10                                        |                                           |                                           |                                           |  |                 |                          |                 |                 |                 |                 |                 |
|  |                             |                             | Lee / Wang C-l (TPE)        | 18                          | 21                          | 21                    |                          |                       | Match pour la médaille de bronze (4 août) | Match pour la médaille de bronze (4 août) | Match pour la médaille de bronze (4 août) | Match pour la médaille de bronze (4 août) | Match pour la médaille de bronze (4 août) |  |                 |                          |                 |                 |                 |                 |                 |
|  |                             | Jomkoh / Kedren (THA)       | Lee / Wang C-l (TPE)        | 18                          | 21                          | 21                    | 14                       | 17                    | Match pour la médaille de bronze (4 août) | Match pour la médaille de bronze (4 août) | Match pour la médaille de bronze (4 août) | Match pour la médaille de bronze (4 août) | Match pour la médaille de bronze (4 août) |  |                 |                          |                 |                 |                 |                 |                 |
|  |                             | Jomkoh / Kedren (THA)       |                             |                             |                             |                       | 14                       | 17                    |                                           |                                           |                                           |                                           |                                           |  |                 |                          |                 |                 |                 |                 |                 |
|  |                             | Lee / Wang C-l (TPE)        | 21                          | 21                          |                             |                       |                          |                       |                                           |                                           |                                           |                                           |                                           |  |                 | Chia / Soh (MAS)         | 16              | 22              | 21              |                 |                 |
|  |                             |                             |                             |                             |                             |                       |                          |                       |                                           |                                           |                                           |                                           |                                           |  | 2               | Astrup / Rasmussen (DEN) | 21              | 20              | 19              |                 |                 |